# هشتادجفت
روستای سِکسِن (Seksen)
روستایی از توابع بخش کرانی و در جنوب غربی استان زنجان - ایران قرار دارد.

## جمعیت
براساس سرشماری مرکز آمار ایران در سال ۱۳۸۵، جمعیت آن ۱۱۴ نفر (۲۲خانوار) بوده و با گذشت زمان جمعیت این روستا افزایش پیدا کرده است.